# Two Bad Neighbors
"Two Bad Neighbours" (br: "Dois vizinhos ruins") é o décimo terceiro episódio da sétima temporada da série animada de televisão americana Os Simpsons. Foi escrito por Ken Keeler, dirigido por Wes Archer e inspirado pela animosidade em relação à série por parte dos Bushes. No episódio, George HW Bush, o 41º presidente dos Estados Unidos (dublado por Harry Shearer), atravessa a rua dos Simpsons. Homer busca vingança depois que o ex-presidente bate em Bart por seu mau comportamento.
Originalmente foi ao ar na Fox nos Estados Unidos em 14 de janeiro de 1996. Desde que foi ao ar, o episódio recebeu críticas positivas dos críticos de televisão, e a Vanity Fair o nomeou o quinto melhor episódio do programa. Adquiriu uma classificação Nielsen de 9,9 e foi o segundo programa com maior audiência na rede Fox na semana em que foi ao ar.

## Trama
George H. W. Bush e sua esposa Barbara mudam-se para a casa vazia do outro lado da rua dos Simpsons e começam a gostar de Ned Flanders. Embora Bárbara goste de Bart, as pegadinhas e o espírito irreverente de Bart irritam George, que bate no menino depois que ele acidentalmente destrói suas memórias e destrói a casa com seu motor de popa e finalmente se cansa de Bart incomodá-lo. Apesar da sugestão de Barbara de que ele se desculpe, George se recusa depois que Homer o confronta por ter batido em Bart.
Depois que Homer lança foguetes na janela de George, no dia seguinte Bush coloca uma faixa com os dizeres "Dois maus vizinhos" para se referir a Bart e Homer, mas isso apenas confunde Ned Flanders e o Dr. Hibbert com George confundindo o nome de Homer. Mais tarde, Homer e Bart usam imagens de papelão dos filhos de George e Barbara, George Jr. e Jeb, para atrair George para fora de casa, onde colam uma peruca com as cores do arco-íris em sua cabeça quando ele está prestes a fazer um discurso em um local. clube. George retalia destruindo o gramado dos Simpsons com seu carro.
George vê Homer e Bart se movendo por esgotos subterrâneos para liberar gafanhotos em sua casa. Ele sobe a rua para enfrentá-los.  Depois que Homer e George brigam com George ainda se recusando a se desculpar, Bart solta os gafanhotos, que atacam George. O ex-secretário geral soviético Mikhail Gorbachev chega para entregar um presente de inauguração para os Bushes. Após a pressão de sua esposa, George relutantemente pede desculpas a Homer na frente de Gorbachev. Os Bush eventualmente se mudam e vendem sua casa para o ex-presidente Gerald Ford. Ford convida Homer para cerveja e nachos durante a transmissão de um jogo de futebol em sua casa.  Homer e Gerald descobrem que compartilham um terreno comum porque ambos são propensos a acidentes.

## Produção

### Contexto

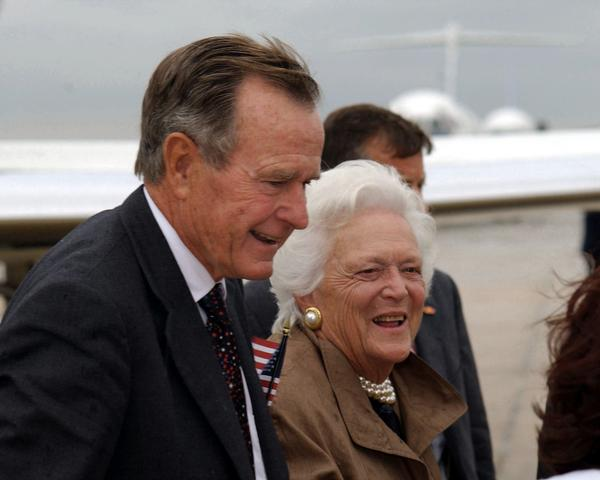
George HW Bush e sua esposa tiveram uma rivalidade com os Simpsons que acabou levando a este episódio.

A serie teve uma rivalidade com os Bushes que acabou levando à ideia para este episódio. Na edição de 1º de outubro de 1990 da People, Barbara Bush chamou Os Simpsons de "a coisa mais idiota que [ela] já tinha visto", o que levou os escritores a enviar uma carta a Bush onde se fizeram passar por Marge Simpson. Bush imediatamente enviou uma resposta na qual ela se desculpou.
Em 27 de janeiro de 1992, o então presidente George H. W. Bush fez um discurso durante sua campanha de reeleição que reacendeu a rivalidade entre os Simpsons e os Bushes. Nesse ponto, os valores familiares eram a pedra angular da plataforma de campanha de Bush, para o qual ele fez o seguinte discurso na convenção de Emissoras Religiosas Nacionais em Washington, DC: "Vamos continuar tentando fortalecer a família americana, para fazer As famílias americanas são muito mais parecidas com os Waltons e muito menos com os Simpsons". A próxima transmissão de Os Simpsons foi uma reprise de "Stark Raving Dad" em 30 de janeiro de 1992. Incluiu uma nova abertura, que foi uma resposta ao discurso de Bush. A cena começa na sala dos Simpsons. Homer, Bart, Lisa e Patty e Selma olham para a televisão e assistem ao discurso de Bush. Após a declaração de Bush, Bart responde: "Ei, somos como os Waltons. Estamos orando pelo fim da Depressão também."
Durante a piada do sofá para "Mathlete's Feat", este episódio foi referenciado por Rick de Rick and Morty.

### Escrita

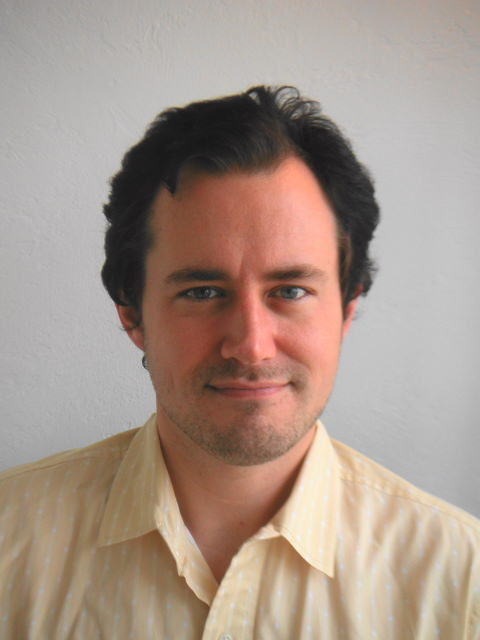
Bill Oakley teve a inspiração para o episódio após a rivalidade com os Bushes.

Bill Oakley, que era escritor de Os Simpsons na época, teve a ideia de "Two Bad Neighbours" dois anos antes do início da produção. Oakley teve a inspiração para o episódio após a rivalidade entre os Bushes e a família Simpson. Oakley disse que Bill Clinton havia sido presidente dos Estados Unidos por dois anos no momento em que o episódio entrou em produção, então a rivalidade "caiu no esquecimento". A equipe, portanto, achou que seria engraçado se as duas partes se encontrassem novamente.
Weinstein disse que o episódio costuma ser mal interpretado. Muitas audiências esperavam uma sátira política, enquanto os escritores fizeram um esforço especial para manter a paródia apolítica. Oakley enfatiza que "não é um ataque político, é um ataque pessoal" e, em vez de criticar Bush por suas políticas, o episódio zomba de sua "excentricidade".
Em entrevista ao site de fãs NoHomers.net, Weinstein foi questionado se havia alguma história que ele inventou que não entrou no programa, ao que ele respondeu: "O melhor de Os Simpsons é que nós praticamente conseguimos nos safar de tudo, então não houve nenhum episódio que realmente queríamos fazer e que não poderíamos fazer. Mesmo os malucos de alto conceito, como 'Two Bad Neighbours' e 'Homer's Enemy', conseguimos colocar no ar porque, honestamente, não havia executivos de rede lá para nos impedir."
No final do episódio, Gerald Ford se muda para a casa do outro lado da rua depois que Bush sai. Quando originalmente concebido, Richard Nixon iria se mudar, embora isso tenha sido alterado para Bob Dole após a morte de Nixon. Os escritores então decidiram que seria mais engraçado se fosse Ford, pois acreditavam que ele era o político que melhor representava Homer.

### Merchandise
"Two Bad Neighbours" foi ao ar originalmente na rede Fox nos Estados Unidos em 14 de janeiro de 1996. O episódio foi selecionado para lançamento em uma coleção de vídeos de 2000 de episódios políticos selecionados do programa, intitulado: Os Simpsons Partido Político. O episódio apareceu no segundo volume da coleção, junto com o episódio " Duffless" da quarta temporada. O episódio foi incluído no DVD da sétima temporada de Os Simpsons, que foi lançado em 13 de dezembro de 2005.

## Referências culturais

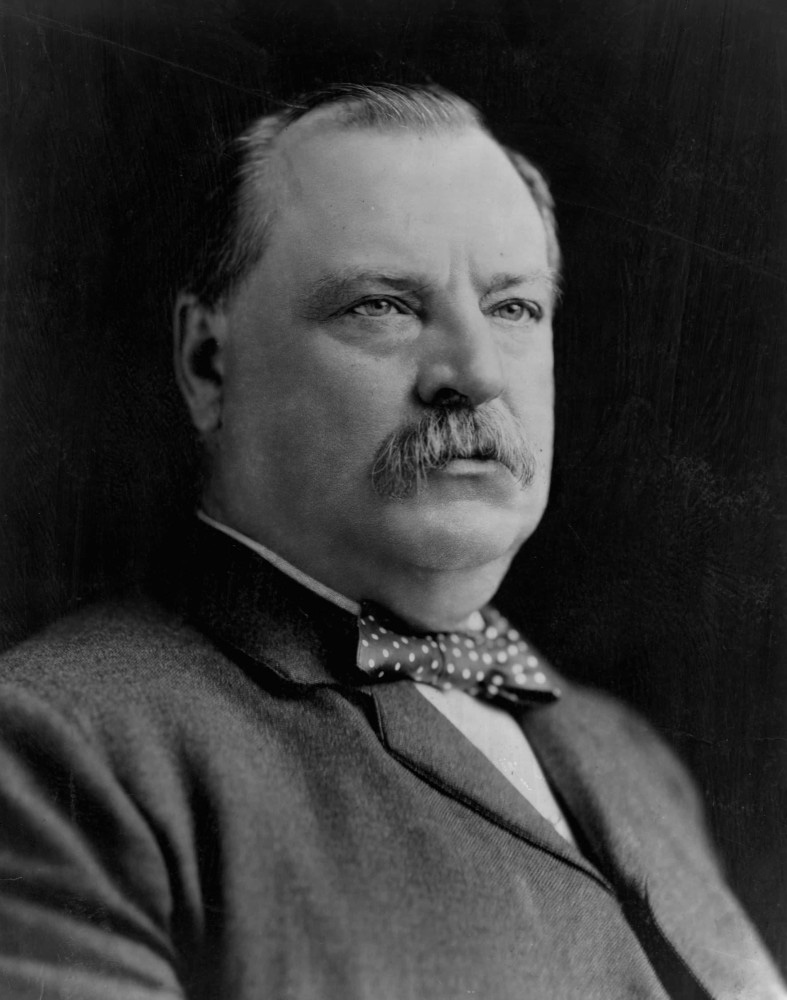
Vovô afirma ter sido espancado por Grover Cleveland.